# キモトリプシノーゲン
キモトリプシノーゲン（英語:Chymotrypsinogen）はプロテアーゼおよび消化酵素キモトリプシンの酵素前駆体である。245アミノ酸残基をもつ1本のポリペプチド鎖である。膵臓の腺房細胞で合成され、腺房細胞の尖部にある生体膜に結合した微小体に保存される。細胞はホルモン信号や神経パルスで刺激され、微小体の中身が十二指腸につながる管に流れ出す。

## 活性化
膵臓などの臓器が傷つかないようにするため、キモトリプシノーゲンは消化管に到着するまでは不活性である必要がある。消化管に到着するとトリプシンという別の酵素によって活性型に変わる。この活性型はπ-キモトリプシンと呼ばれ、α-キモトリプシンを作るのに使われる。トリプシンはキモトリプシノーゲンのアルギニン-15とイソロイシン-16の結合を開裂させる。これによりジスルフィド結合で2つのπ-キモトリプシンが繋がったペプチドが生成する。一方のπ-キモトリプシンが他方のロイシンとセリンのペプチド結合を開裂させてはたらく。活性化したπ-キモトリプシンはもう一方のπ-キモトリプシン分子に反応してセリン-14とアルギニン-15および トレオニン-147とアスパラギン-148という2つのペプチド結合を開裂させる。この反応によりα-キモトリプシンが生じる。